# Lista de padroeiros de Mato Grosso do Sul
Relação dos padroeiros do estado e dos municípios de Mato Grosso do Sul.

## Ordem alfabética
| Local                      | Padroeiro                            |   |
| A                          | A                                    | A |
| -------------------------- | ------------------------------------ | - |
| Água Clara                 | Sagrado Coração de Jesus             |   |
| Alcinópolis                | Nossa Senhora Aparecida              |   |
| Amambai                    | Nossa Senhora Auxiliadora            |   |
| Anastácio                  | Nossa Senhora de Lourdes             |   |
| Anaurilândia               | São João Batista                     |   |
| Angélica                   | São Pedro Apóstolo                   |   |
| Antônio João               | Nossa Senhora do Perpétuo Socorro    |   |
| Aparecida do Taboado       | Santo Antônio                        |   |
| Aquidauana                 | Nossa Senhora da Imaculada Conceição |   |
| Aral Moreira               | Nossa Senhora Aparecida              |   |
| B                          |                                      |   |
| Bandeirantes               | Nossa Senhora Aparecida              |   |
| Bataguassu                 | São João Batista                     |   |
| Batayporã                  | Santo Antônio                        |   |
| Bela Vista                 | Santo Afonso                         |   |
| Bodoquena                  | Nossa Senhora do Perpétuo Socorro    |   |
| Bonito                     | São Pedro                            |   |
| Brasilândia                | Bom Pastor                           |   |
| C                          |                                      |   |
| Caarapó                    | Bom Jesus                            |   |
| Camapuã                    | São João Batista                     |   |
| Campo Grande               | Santo Antônio de Pádua               |   |
| Caracol                    | Nossa Senhora do Perpétuo Socorro    |   |
| Cassilândia                | São José                             |   |
| Chapadão do Sul            | São Pedro Apóstolo                   |   |
| Corguinho                  | São Judas Tadeu                      |   |
| Coronel Sapucaia           | Nossa Senhora da Imaculada Conceição |   |
| Corumbá                    | Nossa Senhora da Candelária          |   |
| Costa Rica                 | Santo Antônio                        |   |
| Coxim                      | São José                             |   |
| D                          |                                      |   |
| Deodápolis                 | Nossa Senhora Aparecida              |   |
| Dois Irmãos do Buriti      | Nossa Senhora do Rosário             |   |
| Douradina                  | Nossa Senhora Aparecida              |   |
| Dourados                   | Nossa Senhora da Imaculada Conceição |   |
| E                          |                                      |   |
| Eldorado                   | Nossa Senhora Aparecida              |   |
| F                          |                                      |   |
| Fátima do Sul              | Nossa Senhora de Fátima              |   |
| Figueirão                  | Nossa Senhora da Abadia              |   |
| G                          |                                      |   |
| Glória de Dourados         | Nossa Senhora da Glória              |   |
| Guia Lopes da Laguna       | Nossa Senhora da Guia                |   |
| I                          |                                      |   |
| Iguatemi                   | Nossa Senhora da Imaculada Conceição |   |
| Inocência                  | Bom Jesus da Lapa                    |   |
| Itaporã                    | São José                             |   |
| Itaquiraí                  | Nossa Senhora do Perpétuo Socorro    |   |
| Ivinhema                   | São Paulo Apóstolo                   |   |
| J                          |                                      |   |
| Japorã                     | Nossa Senhora Aparecida              |   |
| Jaraguari                  | Santa Rita de Cássia                 |   |
| Jardim                     | Santo Antônio                        |   |
| Jateí                      | São Pedro                            |   |
| Juti                       | Santa Luzia                          |   |
| L                          |                                      |   |
| Ladário                    | Nossa Senhora dos Remédios           |   |
| Laguna Carapã              | Cristo Rei                           |   |
| M                          |                                      |   |
| Maracaju                   | Nossa Senhora Aparecida              |   |
| Todo o território estadual | Nossa Senhora do Perpétuo Socorro    |   |
| Miranda                    | Nossa Senhora do Carmo               |   |
| Mundo Novo                 | Nossa Senhora das Graças             |   |
| N                          |                                      |   |
| Naviraí                    | Nossa Senhora de Fátima              |   |
| Nioaque                    | Santa Rita de Cássia                 |   |
| Nova Alvorada do Sul       | São Cristóvão                        |   |
| Nova Andradina             | Imaculado Coração de Maria           |   |
| Novo Horizonte do Sul      | Nossa Senhora Aparecida              |   |
| P                          |                                      |   |
| Paraíso das Águas          | São João Maria Vianney               |   |
| Paranaíba                  | Santa Ana                            |   |
| Paranhos                   | São João Batista                     |   |
| Pedro Gomes                | São Sebastião                        |   |
| Ponta Porã                 | São José                             |   |
| Porto Murtinho             | Sagrado Coração de Jesus             |   |
| R                          |                                      |   |
| Ribas do Rio Pardo         | Nossa Senhora da Conceição           |   |
| Rio Brilhante              | Divino Espírito Santo                |   |
| Rio Negro                  | Nossa Senhora de Fátima              |   |
| Rio Verde de Mato Grosso   | Nossa Senhora Auxiliadora            |   |
| Rochedo                    | São Sebastião                        |   |
| S                          |                                      |   |
| Santa Rita do Pardo        | Santa Rita de Cássia                 |   |
| São Gabriel do Oeste       | São Gabriel Arcanjo                  |   |
| Selvíria                   | São João                             |   |
| Sete Quedas                | Nossa Senhora do Perpétuo Socorro    |   |
| Sidrolândia                | Nossa Senhora da Abadia              |   |
| Sonora                     | Nossa Senhora Aparecida              |   |
| T                          |                                      |   |
| Tacuru                     | São Sebastião                        |   |
| Taquarussu                 | Nossa Senhora Aparecida              |   |
| Terenos                    | Santo Antônio de Pádua               |   |
| Três Lagoas                | Santo Antônio de Pádua               |   |
| V                          |                                      |   |
| Vicentina                  | Nossa Senhora Rainha dos Apóstolos   |   |